# Asmir Suljić
Asmir Suljić (ur. 11 września 1991 w Srebrenicy) – bośniacki piłkarz grający na pozycji pomocnika w indyjskim klubie Punjab FC. Posiada również węgierskie obywatelstwo.

## Kariera

### Klubowa
Jest wychowankiem klubu FK Butmir. W 2010 roku został piłkarzem stołecznego FK Sarajevo. W barwach tego klubu rozegrał 77 meczów ligowych, w których zdobył 11 bramek. 2 września 2013 odszedł, za około 120 tysięcy euro, do budapeszteńskiego Újpest FC. W rozgrywkach Nemzeti Bajnokság I zadebiutował 14 września 2013 w zremisowanym 1-1 meczu przeciwko Szombathelyi Haladás. W sezonie 2013/2014 świętował wraz z klubem zdobycie Pucharu Węgier. 28 sierpnia 2015 został kupiony przez Videoton FC. 5 lutego 2018 podpisał dwuletni kontrakt z krakowską Wisłą, który miał wejść w życie 1 lipca tego samego roku, jednakże kontrakt został rozwiązany przed jego rozpoczęciem. 6 lipca 2018 podpisał dwuletnią umowę z mistrzem Słowenii, Olimpiją Lublana. 2 września 2019 roku podpisał trzyletni kontrakt z Zagłębiem Lubin.

### Reprezentacyjna
7 września 2012 Suljić rozegrał jedno spotkanie dla reprezentacji Bośni i Hercegowiny U-21 w wygranym 4-0 z reprezentacją Grecji U-21 meczu eliminacji do Mistrzostw Świata U-21.
W styczniu 2016 zgłosił chęć gry w reprezentacji Węgier. 9 marca 2017 otrzymał węgierskie obywatelstwo, dzięki czemu ostatecznie jest uprawniony do gry w reprezentacji Węgier jak i również Bośni i Hercegowiny.

### Statystyki
(aktualne na dzień 28 listopada 2019)
| Klub               | Sezon              | Liga                | Liga  | Liga   | Puchar kraju | Puchar kraju | Europa | Europa | Suma  | Suma   |
| Klub               | Sezon              | Liga                | Mecze | Bramki | Mecze        | Bramki       | Mecze  | Bramki | Mecze | Bramki |
| ------------------ | ------------------ | ------------------- | ----- | ------ | ------------ | ------------ | ------ | ------ | ----- | ------ |
| FK Sarajevo        | 2010/11            | Premijer Liga       | 19    | 1      | –            | –            | –      | –      | 19    | 1      |
| FK Sarajevo        | 2011/12            | Premijer Liga       | 26    | 5      | –            | –            | 4      | 0      | 30    | 5      |
| FK Sarajevo        | 2012/13            | Premijer Liga       | 26    | 3      | –            | –            | 6      | 4      | 32    | 7      |
| FK Sarajevo        | 2013/14            | Premijer Liga       | 6     | 2      | –            | –            | 4      | 0      | 10    | 2      |
| Újpest FC          | 2013/14            | Nemzeti Bajnokság I | 19    | 1      | 5            | 1            | –      | –      | 24    | 2      |
| Újpest FC          | 2014/15            | Nemzeti Bajnokság I | 26    | 3      | 5            | 1            | –      | –      | 31    | 4      |
| Újpest FC          | 2015/16            | Nemzeti Bajnokság I | 5     | 0      | –            | –            | –      | –      | 5     | 0      |
| Videoton FC        | 2015/16            | Nemzeti Bajnokság I | 24    | 2      | 5            | 0            | –      | –      | 29    | 2      |
| Videoton FC        | 2016/17            | Nemzeti Bajnokság I | 18    | 2      | –            | –            | 6      | 1      | 24    | 3      |
| Videoton FC        | 2017/18            | Nemzeti Bajnokság I | 16    | 1      | 2            | 0            | 7      | 0      | 25    | 1      |
| Olimpija Lublana   | 2018/19            | 1. SNL              | 32    | 4      | 6            | 0            | 6      | 0      | 44    | 4      |
| Olimpija Lublana   | 2019/20            | 1. SNL              | 4     | 2      | –            | –            | 4      | 0      | 8     | 2      |
| Zagłębie Lubin     | 2019/20            | Ekstraklasa         | 5     | 0      | 1            | 0            | –      | –      | 6     | 0      |
| Ogólnie w karierze | Ogólnie w karierze | Ogólnie w karierze  | 226   | 26     | 24           | 2            | 37     | 5      | 287   | 33     |

## Sukcesy
Klub
- FK Sarajevo
  - Wicemistrzostwo Bośni i Hercegowiny: 2010/11, 2012/13
- Újpest FC
  - Puchar Węgier: 2013/2014
  - Superpuchar Węgier: 2014
- Videoton FC
  - Mistrzostwo Węgier: 2017/2018
  - Wicemistrzostwo Węgier: 2015/2016, 2016/2017
- Olimpija Lublana
  - Wicemistrzostwo Słowenii: 2018/2019
  - Puchar Słowenii: 2018/2019